# 卡農伯里
卡農伯里（Canonbury）是倫敦的一個地區，屬於伊斯靈登倫敦自治市，位於倫敦北部。這一地區在19世紀初期開始發展為倫敦的郊區。喬治·奧威爾曾經在這裡居住 Evelyn Waugh lived at 17a Canonbury Square from 1928 to 1930.。